# Apo Lazaridès
Pour les articles homonymes, voir Lazaridès.
Jean-Apôtre Lazaridès, dit Apo Lazaridès, né à Marles-les-Mines le 16 octobre 1925 et mort à Nice le 30 octobre 1998, est un coureur cycliste français d'origine grecque. Il est naturalisé français en août 1929.
Son frère Lucien, né en 1922, fut également coureur professionnel. Il a remporté le Critérium du Dauphiné libéré 1949 et a été 3e du Tour de France 1951.
Apo Lazaridès est inhumé au cimetière du Grand Jas.

## Carrière
Il a été professionnel de 1946 à 1955. Petit gabarit d'un mètre soixante-trois, Apo Lazaridès fut un grimpeur très populaire. Il est remarqué juste après la guerre par René Vietto, dont il fut l’équipier.
Il est vainqueur en 1946 du Petit Tour de France (Monaco-Paris — cinq étapes du 23 au 28 juillet) organisé en remplacement du Tour de France (non disputé de 1940 à 1946).
Parmi ses principales performances figurent une place de deuxième au Championnat du monde sur route en 1948, derrière le Belge Albéric Schotte, une victoire dans la Polymultipliée en 1949 et une place de deuxième dans le Critérium du Dauphiné libéré 1950. 
Il a participé à sept Tours de France et s'est notamment classé 10e en 1947 et 9e en 1949.

## Engagement politique
Il a été président d’honneur d’un cercle de l’URJF, les Jeunesses communistes.

## Palmarès
- 1943
  - Boucles de Sospel
- 1946
  - Monaco-Paris
  - Marseille-Nice
  - Marseille-Monaco
  - 5e étape de la Ronde de France
  - 3e étape du Circuit des six provinces
  - 3e du Grand Prix du débarquement-sud
- 1947
  - 3e du Circuit du Ventoux
  - 10e du Tour de France
- 1948
  - Course de côte de Sainte-Beaume
  - 2e du Critérium des As
  -  Médaillé d'argent du championnat du monde sur route
  - 3e de Nice-Mont Agel
- 1949
  - Polymultipliée
  - 9e du Tour de France
- 1950
  - 2e du Critérium du Dauphiné libéré

## Résultats sur les grands tours

### Tour de France
7 participations
- 1947 : 10e
- 1948 : 21e
- 1949 : 9e
- 1950 : 28e
- 1951 : hors délais (22e étape)
- 1954 : 13e
- 1955 : 39e

### Tour d'Italie
- 1950 : 34e

### Tour d'Espagne
1 participation
- 1955 : abandon (14e étape)